# Władysław Abramowicz

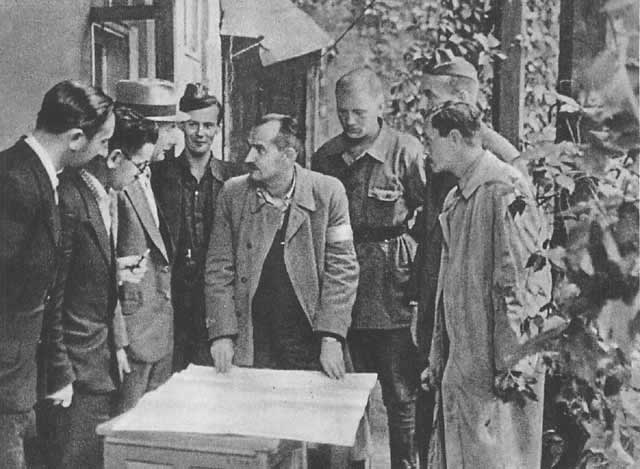
Sztab II rejonu Obwodu Śródmieście przed pierwszym szturmem na "małą PASTĘ". Rtm. Władysław Abramowicz "Litwin", z rękami na mapie

Władysław Abramowicz ps. Litwin, Rybak, Scyzoryk (ur. 20 marca 1902 w  Wierciszewie k. Wizny, zm. 11 sierpnia 1973 w Inowrocławiu) – oficer Armii Krajowej, dowódca 2 Rejonu Obwodu Śródmieście, uczestnik powstania warszawskiego. 

## Życiorys
Urodził się w rodzinie chłopskiej Aleksandra i Aleksandry. W 1923 ukończył gimnazjum w Łomży. W 1924 ukończył Szkołę Podchorążych w Warszawie, a następnie w 1926 Oficerską Szkołę Kawalerii w Grudziądzu. 27 lipca 1926 prezydent RP mianował go podporucznikiem ze starszeństwem z 15 sierpnia 1926 i 40. lokatą w korpusie oficerów kawalerii, a minister spraw wojskowych wcielił do 23 pułku ułanów. 15 sierpnia 1928 prezydent RP nadał mu stopień porucznika ze starszeństwem z 15 sierpnia 1928 i 40. lokatą w korpusie oficerów kawalerii. W 1934 został przeniesiony do 10 pułku ułanów w Białymstoku. Na rotmistrza awansował ze starszeństwem z 1 stycznia 1936 i 73. lokatą w korpusie oficerów kawalerii. W marcu 1939 nadal pełnił służbę w macierzystym pułku na stanowisku dowódcy 1. szwadronu.
We wrześniu 1939 dowódca 1 szwadronu 10 pułku ułanów, m.in. uczestnik wypadu do Prus Wschodnich do miejscowości Bialla, Brokiem, bitwy pod Kockiem w październiku 1939. 9 września ciężko ranny, wnioskowany wówczas do otrzymania Virtuti Militari. 
W okresie okupacji członek Armii Krajowej. Od 1942, oraz w trakcie powstania warszawskiego dowódca 2 Rejonu Obwodu Śródmieście, od 8 sierpnia zastępca dowódcy „Podobwodu Śródmieście Południowe”, zaś od 27 sierpnia zastępca dowódcy Odcinka Wschodniego w tym podobwodzie. Zastrzelił Wandę Kronenberg, kiedy okazało się, że jest konfidentką Gestapo. Mianowany majorem ze starszeństwem z dniem 17 września 1944. Po upadku powstania jeniec Stalagu X-B Sandbostel. Po wojnie mieszkał w Sopocie.
Pochowany na cmentarzu parafialnym w Wiźnie.

## Ordery i odznaczenia
- Krzyż Srebrny Orderu Wojennego Virtuti Militari – 2 października 1944
- Krzyż Walecznych – 18 września 1944